# رود هاریکانا
رود هاریکانا رودی است به خلیج جیمز می‌ریزد. این رود از کشور کانادا می‌گذرد.